# Hauser & Wirth
Hauser & Wirth es una galería de arte contemporáneo suiza.

## Historia

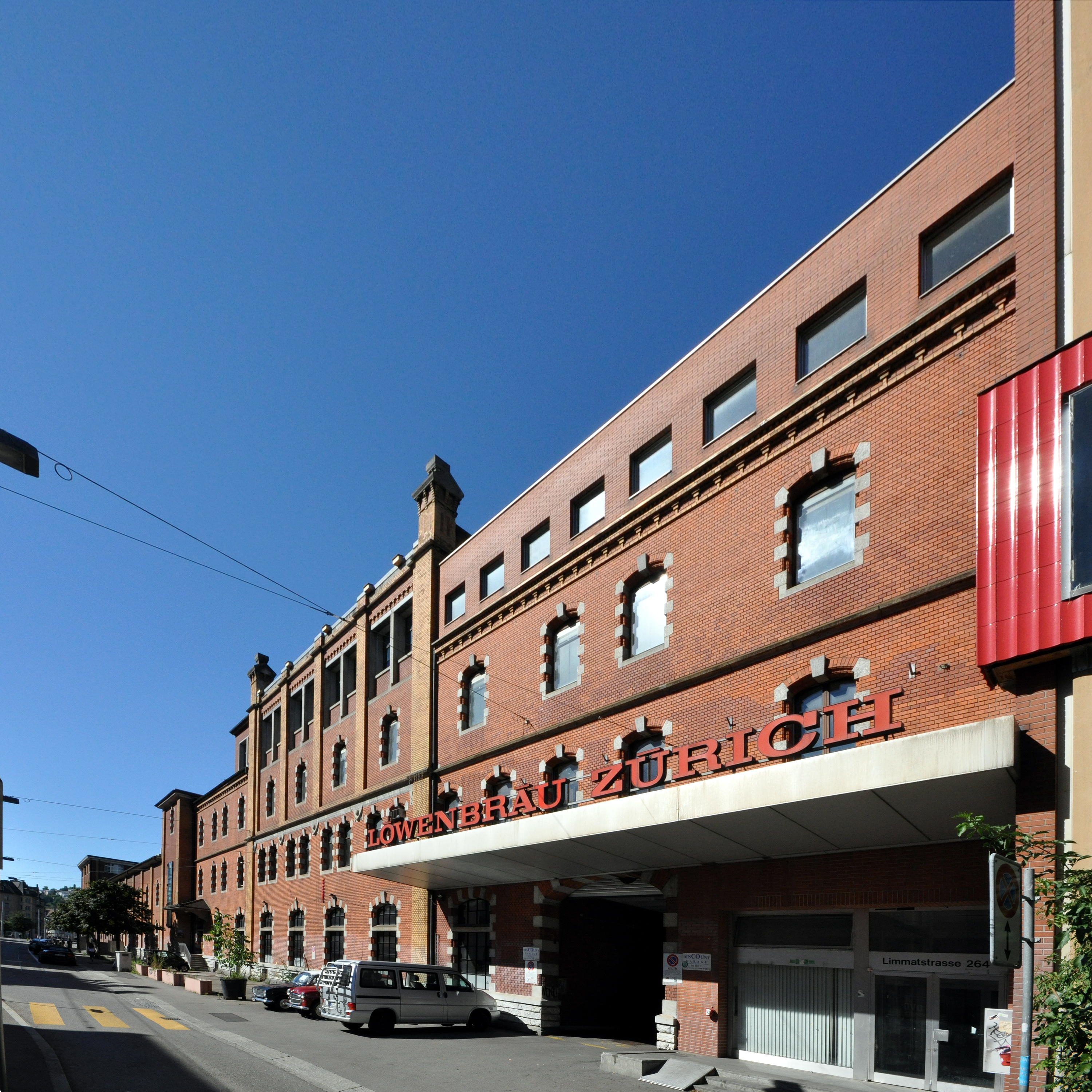
Sede en Zürich, Suiza

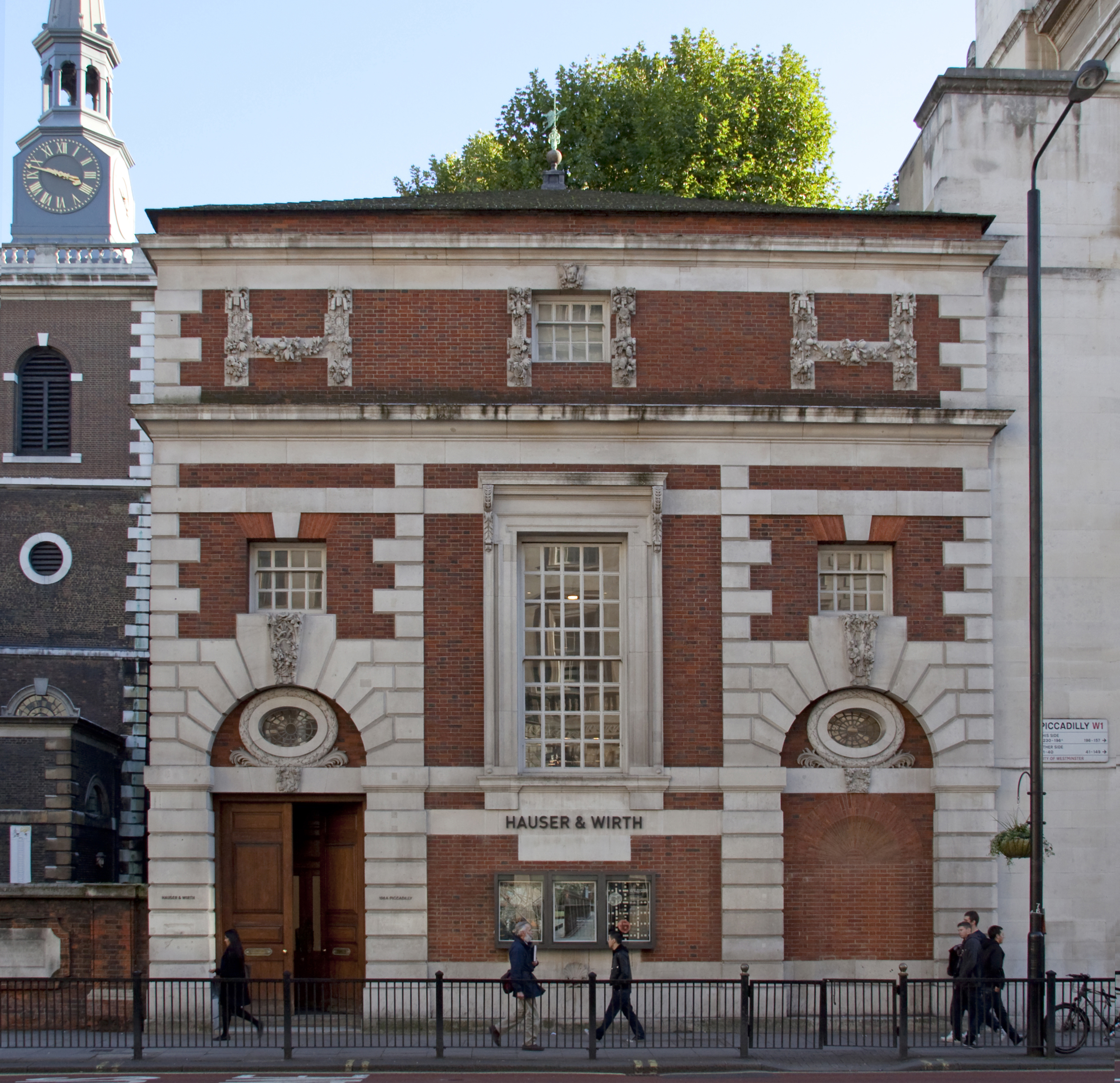
Sede en Midland, edificio de Edwin Lutyens. Imagen de 2010.

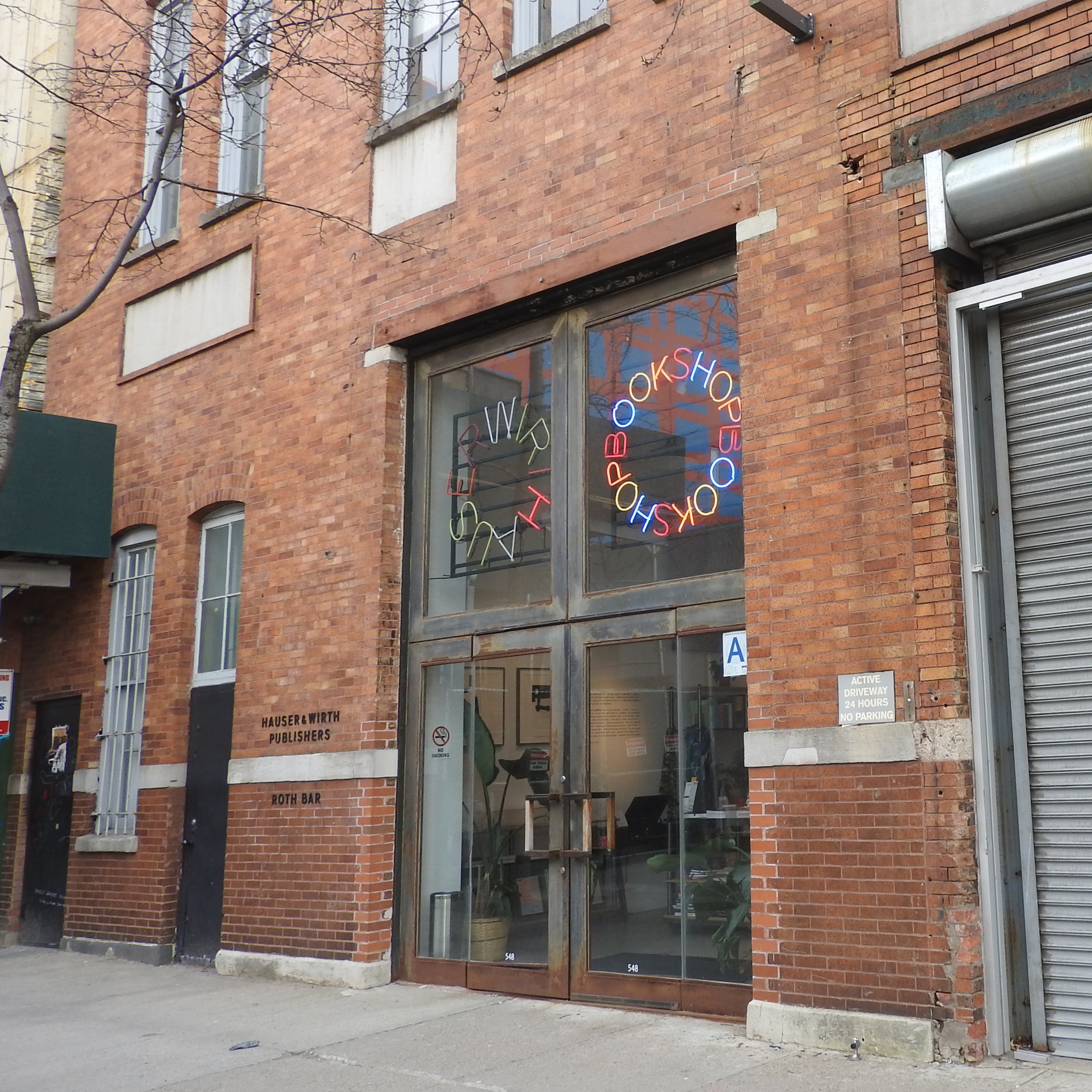
Tienda en Chelsea, Manhattan

Hauser & Wirth fue fundada por Iwan Wirth, Manuela Wirth y Ursula Hauser en 1992. El primer espacio se abrió en Zúrich. En este lugar, la galería ahora tiene tres espacios de exhibición, ubicados en el antiguo edificio de la cervecería Löwenbräu Zürich. En 2003, la galería abrió una sucursal en Londres, ubicada en un edificio bancario diseñado por Edwin Lutyens. Ha realizado exposiciones comisariadas por Paul Schimmel. Una sucursal de la ciudad de Nueva York se abrió en 2009 en East 69th Street con su exposición de apertura que muestra una recreación de la obra de Allan Kaprow. En 2013 se abrió un segundo espacio en Nueva York. Ese año, la galería publicó un libro sobre su historia, Hauser & Wirth: 20 Years, escrito por Michaela Unterdörfer.
En 2014 se abrió una sucursal adicional de la galería en el Reino Unido cerca de Bruton en Somerset. En marzo de 2016, la galería abrió una sucursal en Los Ángeles, California, [14] y en marzo de 2018 abrió una sucursal en Hong Kong.